# Wereldbeker schaatsen 2013/2014 - Wereldbekerfinale
De Wereldbeker schaatsen 2013/2014 Wereldbekerfinale was de zesde en laatste wedstrijd van het Wereldbekerseizoen die van 14 tot en met 16 maart 2014 plaatsvond in Thialf in Heerenveen, Nederland.

## Tijdschema
| Datum             | Tijd   | Onderdeel                                                                                 |
| ----------------- | ------ | ----------------------------------------------------------------------------------------- |
| Vrijdag 14 maart  | 16.15u | 1500 m vrouwen 1000 m mannen massastart vrouwen massastart mannen                         |
| Zaterdag 15 maart | 14.15u | 3000 m vrouwen 1500 m mannen 1e 500 m vrouwen 1e 500 m mannen ploegenachtervolging mannen |
| Zondag 16 maart   | 13.30u | 2e 500 m vrouwen 5000 m mannen 1000m vrouwen 2e 500 m mannen ploegenachtervolging vrouwen |

## Belgische deelnemers
| Afstand    | Geslacht | Deelnemers     | Deelnemers     |
| ---------- | -------- | -------------- | -------------- |
| 1500m      | Mannen   | Bart Swings    |                |
|            |          |                |                |
| 5000m      | Mannen   | Bart Swings    |                |
|            |          |                |                |
| Massastart | Mannen   | Bart Swings    | Maarten Swings |
| Massastart | Vrouwen  | Jelena Peeters |                |

De beste Belg per afstand wordt vet gezet

## Nederlandse deelnemers
| 1e 500m              | Mannen  | Jesper Hospes                                         | Michel Mulder                                         | Ronald Mulder                                         | Jan Smeekens                                          |                                                       |  |  |  |  |  |
| 1e 500m              | Vrouwen | Margot Boer                                           | Anice Das                                             | Mayon Kuipers                                         | Thijsje Oenema                                        | Laurine van Riessen                                   |  |  |  |  |  |
|                      |         |                                                       |                                                       |                                                       |                                                       |                                                       |  |  |  |  |  |
| 2e 500m              | Mannen  | Jesper Hospes                                         | Michel Mulder                                         | Ronald Mulder                                         | Jan Smeekens                                          |                                                       |  |  |  |  |  |
| 2e 500m              | Vrouwen | Margot Boer                                           | Anice Das                                             | Mayon Kuipers                                         | Thijsje Oenema                                        | Laurine van Riessen                                   |  |  |  |  |  |
|                      |         |                                                       |                                                       |                                                       |                                                       |                                                       |  |  |  |  |  |
| 1000m                | Mannen  | Stefan Groothuis                                      | Michel Mulder                                         | Kjeld Nuis                                            | Mark Tuitert                                          | Koen Verweij                                          |  |  |  |  |  |
| 1000m                | Vrouwen | Lotte van Beek                                        | Margot Boer                                           | Marrit Leenstra                                       | Laurine van Riessen                                   | Ireen Wüst                                            |  |  |  |  |  |
|                      |         |                                                       |                                                       |                                                       |                                                       |                                                       |  |  |  |  |  |
| 1500m                | Mannen  | Stefan Groothuis                                      | Rhian Ket                                             | Kjeld Nuis                                            | Mark Tuitert                                          | Koen Verweij                                          |  |  |  |  |  |
| 1500m                | Vrouwen | Lotte van Beek                                        | Marrit Leenstra                                       | Diane Valkenburg                                      | Jorien Voorhuis                                       | Ireen Wüst                                            |  |  |  |  |  |
|                      |         |                                                       |                                                       |                                                       |                                                       |                                                       |  |  |  |  |  |
| 5000m                | Mannen  | Jorrit Bergsma                                        | Jan Blokhuijsen                                       | Bob de Jong                                           | Frank Vreugdenhil                                     | Douwe de Vries                                        |  |  |  |  |  |
| 3000m                | Vrouwen | Antoinette de Jong                                    | Yvonne Nauta                                          | Jorien Voorhuis                                       | Linda de Vries                                        | Annouk van der Weijden                                |  |  |  |  |  |
|                      |         |                                                       |                                                       |                                                       |                                                       |                                                       |  |  |  |  |  |
| Ploegenachtervolging | Mannen  | Jan Blokhuijsen, Christijn Groeneveld, Douwe de Vries | Jan Blokhuijsen, Christijn Groeneveld, Douwe de Vries | Jan Blokhuijsen, Christijn Groeneveld, Douwe de Vries | Jan Blokhuijsen, Christijn Groeneveld, Douwe de Vries | Jan Blokhuijsen, Christijn Groeneveld, Douwe de Vries |  |  |  |  |  |
| Ploegenachtervolging | Vrouwen | Lotte van Beek, Marrit Leenstra, Linda de Vries       | Lotte van Beek, Marrit Leenstra, Linda de Vries       | Lotte van Beek, Marrit Leenstra, Linda de Vries       | Lotte van Beek, Marrit Leenstra, Linda de Vries       | Lotte van Beek, Marrit Leenstra, Linda de Vries       |  |  |  |  |  |
|                      |         |                                                       |                                                       |                                                       |                                                       |                                                       |  |  |  |  |  |
| Massastart           | Mannen  | Christijn Groeneveld                                  | Arjan Stroetinga                                      | Bob de Vries                                          |                                                       |                                                       |  |  |  |  |  |
| Massastart           | Vrouwen | Janneke Ensing                                        | Mariska Huisman                                       | Irene Schouten                                        |                                                       |                                                       |  |  |  |  |  |

De beste Nederlander per afstand wordt vet gezet

## Podia

### Mannen
| Wedstrijd            | Goud                                                          | Tijd    | Zilver                                                  | Tijd    | Brons                                                                    | Tijd    |
| 1e 500 m             | Ronald Mulder Nederland                                       | 34,81   | Jan Smeekens Nederland                                  | 34,97   | Gilmore Junio Canada                                                     | 35,00   |
| 2e 500 m             | Jan Smeekens Nederland                                        | 34,78   | Ronald Mulder Nederland                                 | 34,89   | Michel Mulder Nederland                                                  | 34,94   |
| 1000 m               | Denny Morrison Canada                                         | 1.08,91 | Shani Davis Verenigde Staten                            | 1.09,13 | Kjeld Nuis Nederland                                                     | 1.09,25 |
| 1500 m               | Denis Joeskov Rusland                                         | 1.45,55 | Koen Verweij Nederland                                  | 1.45,60 | Zbigniew Bródka Polen                                                    | 1.45,81 |
| 5000 m               | Jorrit Bergsma Nederland                                      | 6.13,80 | Jan Blokhuijsen Nederland                               | 6.19,03 | Aleksandr Roemjantsev Rusland                                            | 6.25,06 |
| Ploegenachtervolging | Nederland Jan Blokhuijsen Christijn Groeneveld Douwe de Vries | 3.45,00 | Polen Zbigniew Bródka Konrad Niedźwiedzki Jan Szymański | 3.45,73 | Noorwegen Håvard Bøkko Håvard Holmefjord Lorentzen Sverre Lunde Pedersen | 3.50,08 |
| Massastart           | Bob de Vries Nederland                                        | 36      | Maarten Swings België                                   | 18      | Bram Smallenbroek Oostenrijk                                             | 0       |

### Vrouwen
| Wedstrijd            | Goud                                                    | Tijd    | Zilver                                                            | Tijd    | Brons                                       | Tijd    |
| 1e 500 m             | Olga Fatkoelina Rusland                                 | 37,67   | Heather Richardson Verenigde Staten                               | 37,79   | Nao Kodaira Japan                           | 37,95   |
| 2e 500 m             | Olga Fatkoelina Rusland                                 | 37,86   | Jenny Wolf Duitsland                                              | 38,00   | Heather Richardson Verenigde Staten         | 38,04   |
| 1000 m               | Ireen Wüst Nederland                                    | 1.14,63 | Margot Boer Nederland                                             | 1.14,92 | Lotte van Beek Nederland                    | 1.15,09 |
| 1500 m               | Ireen Wüst Nederland                                    | 1.53,68 | Lotte van Beek Nederland                                          | 1.54,47 | Joelia Skokova Rusland                      | 1.56,14 |
| 3000 m               | Annouk van der Weijden Nederland                        | 4.02,22 | Yvonne Nauta Nederland                                            | 4.03,65 | Olga Graf Rusland                           | 4.03,79 |
| Ploegenachtervolging | Nederland Lotte van Beek Marrit Leenstra Linda de Vries | 2.59,65 | Polen Katarzyna Bachleda-Curuś Natalia Czerwonka Luiza Złotkowska | 3.01,44 | Japan Ayaka Kikuchi Maki Tabata Nana Takagi | 3.04,38 |
| Massastart           | Francesca Lollobrigida Italië                           | 35      | Irene Schouten Nederland                                          | 16      | Ivanie Blondin Canada                       | 12      |